# Cantone di Le Mans-Sud-Est
Il Cantone di Le Mans-Sud-Est era una divisione amministrativa dell'arrondissement di Le Mans.
È stato soppresso a seguito della riforma complessiva dei cantoni del 2014, che è entrata in vigore con le elezioni dipartimentali del 2015.
Comprendeva parte della città di Le Mans e il comune di Ruaudin.